# Marietta Robusti
Marietta Robusti, född 1524, död 1588, var en italiensk (venetiansk) konstnär (målare). Hon var dotter till Tintoretto och har därför ibland kallats Tintoretta.